# ثقبة قاطعية
الثقبة القاطعية (بالإنجليزية: incisive foramen)‏ أو الثقبة الحنكية الأمامية (بالإنجليزية: anterior palatine foramen)‏ أو الحفرة الأنفية الحنكية (بالإنجليزية: nasopalatine foramen)‏ هي فتحة قمعية الشكل في عظم الحنك الصلب الفمي خلف القواطع مباشرة، وهي متصلة بالنفق القاطعي. يمر من خلالها العصب الأنفي الحنكي من أرضية جوف الأنف، إلى جانب الشريان الوتدي الحنكي. في أنواع أخرى تمر قنوات العضو الميكعي الأنفي من خلال الثقبة.